# جودي بيكر
جودي بيكر (بالإنجليزية: Judy Becker)‏ هي مصممة الإنتاج أمريكية، ولدت في القرن العشرين في نيويورك في الولايات المتحدة.

## وصلات خارجية
- جودي بيكر على موقع IMDb (الإنجليزية)
- جودي بيكر على موقع ألو سيني (الفرنسية)
- جودي بيكر على موقع أول موفي (الإنجليزية)
- جودي بيكر على موقع قاعدة بيانات الأفلام السويدية (السويدية)
- جودي بيكر على موقع قاعدة بيانات الفيلم (الإنجليزية)
- جودي بيكر على موقع كينوبويسك (الروسية)